# Claudio Melita
Claudio Melita – argentyński zapaśnik walczący w obu stylach. 
Zajął siódme miejsce na igrzyskach panamerykańskich w 1995. Dziesiąty na mistrzostwach panamerykańskich w 1994. Srebrny medalista igrzysk Ameryki Południowej w 1990, a także mistrzostw Ameryki Południowej w 1990 roku.